# Le Combat des Trente (Penguilly L'Haridon)
Le Combat des Trente est une huile sur toile d'Octave Penguilly L'Haridon achevée en 1857. Elle figure la bataille du combat des Trente (26 mars 1351), un des épisodes les plus connus de la guerre de Succession du duché de Bretagne (1341 – 1364).

## Description
L'œuvre, d’un grand format (145 x 268 cm), représente une scène guerrière d’une grande exactitude. Plusieurs personnages se répartissent sur les trois plans de la composition. Tous en armure, ils arborent les couleurs et les armoiries de la seigneurie à laquelle ils sont affiliés.
En complément des armoiries représentées sur la toile, un travail d'héraldique a été réalisé sur le bord inférieur du cadre du tableau. Les blasons de trente familles nobles sont incrustés dans le bois doré du cadre.
La toile présente au premier plan une frise de chevaliers. Certains luttent, arme à la main, tandis que d’autres sont affaiblis par leurs blessures, clairement représentées. D’autres encore sont déjà morts ou en train d’être tués, à l’image des deux personnages placés à gauche de la figure centrale en armure bleue et or. L’un est face contre terre, baignant dans son propre sang, tandis que l’autre reçoit d'un chevalier un coup de poignard dans la gorge. Ce premier plan s’organise autour d’une figure centrale, incarnée par le chevalier debout, la tête tournée vers la gauche, seul corps qui n’est pas en mouvement. Ses armoiries permettent d’identifier Robert de Beaumanoir, connétable de Bretagne, et commandant des troupes de Charles de Blois pendant la guerre de Succession. Sa posture statique, sa position centrale, ainsi que l'espace vacant qui l'entoure, le rendent plus visible. Le personnage se démarque des autres protagonistes.
Au deuxième plan, de nouvelles scènes de combat rapproché peuvent être relevées. La différence de taille entre les personnages, ainsi que la poussière beige traitée à la manière d'une brume qui estompe certains détails, créent plusieurs effets de perspective. Ces choix de composition donnent une atmosphère étrange à la bataille. L'observateur a davantage l'impression d'être face à un ralenti cinématographique qu'à un combat violent.

## Histoire

### Contexte de réalisation

#### Une commande impériale
Octave Penguilly L'Haridon s'illustre sous le Second Empire. À la fois militaire, diplômé de Polytechnique et officier d’artillerie, et peintre, élève de Nicolas-Toussaint Charlet, il expose son travail aux salons à partir de 1835. L’empereur Napoléon III en personne lui achète de nombreux tableaux.
Le Combat des Trente est une commande directe de Napoléon III, passée en 1857 afin d'orner le musée historique de Versailles. Par cette demande, l'empereur témoigne de son goût pour la période médiévale, l'histoire, mais aussi le territoire breton. Cet intérêt est loin d'être anodin lorsque l'on connaît l'instrumentalisation politique de l'histoire menée par le gouvernement du Second Empire.
L'établissement du musée historique de Versailles, né de la volonté de Louis-Philippe d'Orléans, en 1833, est achevé sous la gouvernance de Napoléon III. Les collections du musée de Versailles sont à la fois composées d’œuvres issues des collections royales, princières, privées, ou institutionnelles, et d’œuvres rétrospectives commandées à des artistes contemporains. L'existence même du musée sert un discours d'ordre politique de légitimation du pouvoir du Louis-Philippe en tant que roi des Français. Le souverain souhaite rassembler son peuple autour d'une histoire nationale dont il se revendique l'héritier et le continuateur. Les aménagements de Napoléon III font suite au projet de Louis-Philippe.
Le musée historique de Versailles participe à la constitution du « roman national », pour reprendre l'appellation employée par Pierre Nora dans Les Lieux de mémoire, en 1992. L'expression désigne la construction d'un récit patriotique par les historiens du XIXe siècle, qui vise à mettre en avant des valeurs essentielles à la construction de la nation. Le roman, ou récit, national insiste sur les hauts faits historiques d'un pays afin de promouvoir la grandeur de la nation défendue. Ce processus se fait bien souvent au détriment des évènements historiques qui ne servent pas le discours du roman national.

### Acquisition par le Musée des Beaux-Arts de Quimper
En 1880, Alfred Beau est nommé conservateur en chef du Musée des Beaux-Arts de Quimper. À la recherche d'un art spécifiquement breton, il parcourt les salons parisiens et les ateliers d'artistes en quête de grandes peintures d'histoire à sujet breton. En effet, dès les années 1860, la Bretagne intègre le monde artistique parisien par des scènes de genre, des paysages, des peintures réalistes et académiques.
Au début des années 1880, l’œuvre quitte le musée historique de Versailles pour être déposée  dans les collections publiques du palais de l'Elysée, puis du Louvre. Le Combat des Trente est attribué au Musée des Beaux-Arts de Quimper en 1894.

## Analyse

### La précision archéologique du peintre: armes, armures et blasons
« M. Penguilly est aussi un amoureux du passé. Esprit ingénieux, curieux, laborieux. {…} Il a la minutie, la patience ardente et la propreté d'un bibliomane. Ses ouvrages sont travaillés comme les armes et les meubles des temps anciens. Sa peinture a le poli du métal et le tranchant du rasoir », écrit Charles Baudelaire, dans ses commentaires du Salon de peinture et de sculpture de 1859.
En effet, dans le Combat des Trente, l'artiste fait preuve d’une exactitude presque documentaire, tant dans la technique que dans la composition. Le placement des différents personnages en frise permet de bien détailler les armures et les armes. La représentation des costumess est minutieuse. Cela peut s’expliquer par la carrière militaire de l'artiste, qui est nommé directeur du musée de l'Artillerie aux Invalides en 1854. Chaque personnage a une attitude bien précise qui rend la scène très vivante. D'ailleurs, tous les chevaliers peuvent être identifiés par le travail d'armoiries intégré au bord inférieur du cadre du tableau, telles que les Beaumanoir, les Poulard, ou encore les de La Roche. Il est rapporté que les critiques de l’époque ont peu apprécié l'œuvre, accusée de relever davantage de l'archéologie que de l'art.
Le souci d'exactitude de Penguilly L'Haridon dans sa peinture conduit Cécile Ritzenthaler et Maurice Rheims à qualifier l'artiste de « narrateur miniaturiste ». L'attention qu'accorde le peintre à représenter fidèlement la réalité nourrit les illustrations qu'il propose dans des ouvrages de description et d'histoire consacrés à la Bretagne, tels que Bretagne ancienne et moderne et Bretagne et Vendée.

### Un sujet d'inspiration bretonne
Au XIVe siècle, le duc de Bretagne Jean III Le Bon meurt sans héritier, et marque le début du conflit de la guerre de Succession de Bretagne.

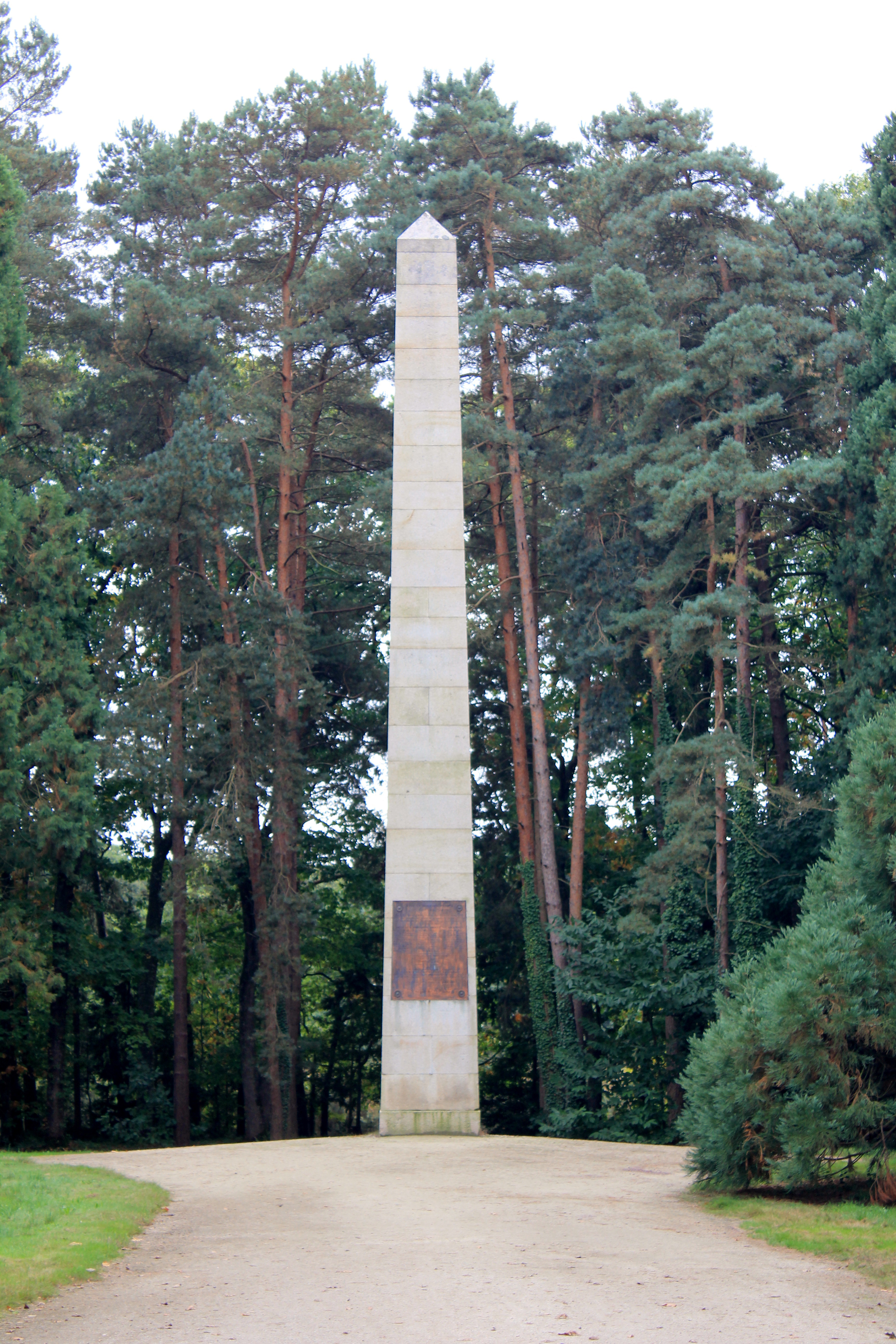
Vue sur la Colonne des Trente, Guillac, Morbihan.

Le combat des Trente s'est déroulé le 26 mars 1351 et constitue un des épisodes les plus connus de la Guerre de Cent Ans. Même à l’époque, il est rapporté qu'il eut un retentissement considérable, alors qu'il n’eut aucune conséquence politique.
En pleine trêve de Calais, deux parties adverses s’affrontent. Chaque camp tient une ville bretonne, voisines l’une de l’autre. À Josselin est posté Robert de Beaumanoir, maréchal de Bretagne et commandant des troupes de Charles de Blois. À Ploërmel, c’est une garnison anglaise, à laquelle s’ajoutent quelques mercenaires allemands, qui est en poste, sous les ordres du chevalier anglais Robert Bemborough. Le camp de Beaumanoir est finalement vainqueur.
À noter qu’un monument a été érigé entre 1819 et 1823, dédié au combat : la colonne des Trente. Les textes qui relatent l'évènement, principalement des poèmes anonymes transcrits au XIXe siècle à partir des manuscrits originaux, rapportent un combat d’une sauvagerie inouïe, qui dure toute la journée.

### LeCombat des Trente: une représentation inspirée duBarzaz Breizh?
Le Barzaz Breiz, ou Chants populaires de la Bretagne, est un recueil de chants collectés par le comte Hersart de La Villemarqué. Cette œuvre littéraire a suscité de nombreuses inspirations chez les peintres du XIXe siècle, exposés dans les grands Salons parisiens. Preuve de ce succès littéraire à Paris, George Sand en personne célèbre le Barzaz Breizh avec enthousiasme en 1856.
Denise Delouche, historienne de l'art et agrégée d'histoire-géographie, s’est lancée dans un travail de recherche, de commentaire, et d'inventaire de toutes ces œuvres dites inspirées de ce recueil. Concernant le tableau de Penguilly L'Haridon, l'association au Barzaz Breizh paraît évidente. En effet, l’exposition du Combat des Trente n'a lieu qu'un an après les commentaires élogieux de George Sand sur le Barzaz Breizh. Le recueil contient également un chant intitulé La Bataille des Trente. Cependant, il n'est pas certain que ce chant en particulier ait inspiré la toile. Rien dans la composition de l'œuvre ne laisse transparaître la ferveur patriotique caractéristique du poème, ou encore la force de ses mots, qui évoque la violence des coups portés par les chevaliers en plein cœur de la bataille. Les critiques de l'époque reprochent d'ailleurs au tableau son manque de vie. En comparaison, le parti choisi par John Everett Millais pour l'illustration du chant traduit en anglais par Tom Taylor en 1865, correspond davantage au poème. Sur cette représentation, les chevaliers sont agenouillés en position de prière dans une église, illustrant fidèlement la deuxième strophe du chant. Toutefois, Denise Delouche n'exclut pas que la lecture du Barzaz Breizh ait pu motiver l'artiste à reprendre ce sujet ambitieux.

## Expositions
- Du 28 janvier au 31 décembre 2022 : « Barzaz Breiz, le chant de la Bretagne », Quimper, Musée Départemental Breton[11].
- Du 7 novembre 2012 au 11 mars 2013 : « Histoire, histoires », Quimper, Musée des Beaux-Arts[11].
- 2004 : « Il était une fois… l’Histoire », Quimper, Musée des Beaux-Arts [11].
- 1978-1979 : «L’Art en France sous le Second Empire», Philadelphie, Museum of Arts / Detroit, Institute of Arts / Paris, Grand Palais[12].
- 1857 : Salon de peinture et de sculpture, Paris, Palais de l'Industrie.

#### Ouvrages généraux
- Charles Baudelaire, Oeuvres complètes de Charles Baudelaire : Curiosités esthétiques, Salon de 1859, vol. 2, Paris, Michel Lévy Frères, 1868, p.245-358.
- Pierre Nora, Les Lieux de mémoire, t. 1, Paris, Gallimard, 1997, 1664 p. (ISBN 9782070749027)
- Cécile Ritzenthaler et Maurice Rheims, L' école des beaux-arts du XIXe siècle: les pompiers, Paris, Mayer, 1987 (ISBN 978-2-85299-002-9)
- Marie-Hélène Santrot, Le duché de Bretagne : entre France et Angleterre : essai d'iconographie des ducs de Bretagne, Nantes, Conseil général de la Loire-Atlantique, 1988

#### Articles spécialisés
- Denise Delouche, « Le Barzaz Breizh et les artistes », Ar Men, no 75,‎ mars 1996, pages 64 à 65 (lire en ligne)

- Christian Marbach, « Penguilly-l’Haridon (X 1831) : un peintre breton et éclectique », Bulletin de la Sabix, no 52,‎ 2013, pages 63 à 66 (lire en ligne)

#### Catalogues d'exposition
- Grand Palais, L’art en France sous le Second Empire, Paris, RMN, 1979 (ISBN 978-2711801176)

#### Ressources institutionnelles
- Musée des Beaux-Arts de Quimper, Le Printemps des Musées. Il était une fois… l’Histoire, Quimper, 2004
- Musée d'Orsay, Notice d'oeuvre, 2015 (consulté au centre de documentation du Musée des Beaux-Arts de Quimper).